# Rising from Ashes
Rising from Ashes ist ein Independent-Dokumentarfilm über die Entwicklung des nationalen Radsportteams in Ruanda.

## Handlung
In Ruanda ereignete sich 1994 ein Völkermord, bei dem schätzungsweise bis zu eine Million Menschen ums Leben kamen.
Im Jahre 2006 ging der Profi-Radrennfahrer Jonathan Boyer, genannt Jock, nach Ruanda, um dort die Gründung eines Radsport-Nationalteams zu unterstützen. Die Mannschaft bestand aus jungen Männern, Hutu sowie Tutsi, die verwaist und traumatisiert durch den Genozid im Jahrzehnt zuvor waren. Im Laufe des Films „erheben“ sich beide, sowohl Boyer wie auch das Team, mit Hilfe ihrer Erfolge „aus der Asche“ ihrer Vergangenheiten, denn Boyer war auf seine Weise in den Jahren zuvor gescheitert.
Das Team Ruanda begann als reine Radsport-Organisation, entwickelte sich aber weiter, als die Organisatoren erkennen mussten, dass die Sportler weitreichendere Bedürfnisse hatten. Viele Fahrer waren Analphabeten und unterernährt, verfügten in ihren Unterkünften weder über Wasser noch über Strom. Sie wurden medizinisch nicht versorgt, und die meisten litten noch unter den psychischen Folgen des Völkermordes. Schließlich wurde das Team Ruanda zu einem Symbol der Hoffnung, und die Fahrer galten als Repräsentanten für die Erholung des Landes. In den folgenden Jahren erweiterte das Team seine Zielsetzungen und entwickelte ein Betreuungsmodell für die Sportler. 2012 begann das Team, eine gesamtafrikanische Mannschaft aufzubauen, die eines Tages bei der Tour de France starten soll. Einer der Fahrer, Adrien Niyonshuti, qualifizierte sich schließlich für die Olympischen Spiele 2012 in London.

## Kritiken
Daphne Howland von The Village Voice nannte Rising from Ashes „eine bemerkenswerte Dokumentation. Es geht nicht nur um ein Radsport-Team; sie zeugt davon, was geschieht, wenn sich Menschen umeinander kümmern“.
„Der Film ist knackig und beschränkt sich auf das Notwendige“, befand Frank Schneck vom The Hollywood Reporter. „Er vermeidet [...] unnötige Melodramatik, die in der Tat bei einer Geschichte, der ohnehin soviel machtvolles Drama anhaftet, kaum notwendig ist.“

## Produktion
Rising from Ashes wurde über sechs Jahre von zwei gemeinnützigen Organisationen, der Gratis 7 Media Group und dem Project Rwanda, gemeinsam produziert. Das Budget betrug 800.000 Dollar, die ausschließlich aus Spenden stammten. In den Jahren 2012 und 2013 gewann der Film zahlreiche Preise.